# Peter Hadland Davis
Peter Hadland Davis (* 18. Juni 1918 in Weston-super-Mare; † 5. März 1992 in Edinburgh) war ein britischer Botaniker.
Sein botanisches Autorenkürzel lautet „P.H.Davis“.

## Leben
Peter Hadland Davis wurde 1918 in Weston-super-Mare geboren. Zunächst besuchte er das Nash House in Burnham-on-Sea und setzte seine Ausbildung dann am Bradfield College und später am Maiden Erleigh in Reading fort. Im Jahr 1937 begann er eine Ausbildung am in der Ingwersen's Alpine Plant Nursery in East Grinstead und begann sich für Botanik zu interessieren.
Im Jahr 1938 startete er seine erste botanische Expedition, wenngleich als Amateur in privater Initiative. Er besuchte den Nahen Osten und die Türkei, musste seine Reise aber 1939 bei Beginn des Zweiten Weltkriegs abbrechen. Er musste in die Armee eintreten und diente bis 1945. Die letzten zwei Jahre seiner Armeezeit verbrachte er in Kairo. Direkt nach seiner Entlassung zog Davis nach Schottland, um an der University of Edinburgh Botanik zu studieren.
1950 begann er ein Forschungsprojekt, das schließlich in der Fertigstellung der Flora of Turkey and the East Aegean Islands endete. 1952 promovierte er zum Thema Taxonomy of Middle East flora. In den 1950ern machte Davis viele Reisen und sammelte Pflanzen in Kurdistan, Russland und im Mittleren Osten. Im Jahr 1959 wurde er mit der Cuthbert Peek Medal der Royal Geographical Society für seine Expedition nach Kurdistan ausgezeichnet.
Ab 1961 intensivierte er seine Bemühungen die Flora of Turkey abzuschließen, was aber erst im Jahr 1985 gelang. Er wurde mit der Symposium Medal während des International Symposium on the Problems of Balkan Flora and Vegetation ausgezeichnet und von der türkischen Regierung für seine besonderen Verdienste um die Wissenschaft ausgezeichnet. Später erhielt er noch die Gold Medal of the Linnean Society für seinen Einsatz um den Royal Botanic Garden Edinburgh. In den 1980ern wurde er dann noch mit der Royal Society of Edinburgh Neill Medal für seine Beiträge zur Taxonomie der Pflanzen ausgezeichnet. Carex davisii ist nach ihm benannt.

## Veröffentlichungen (Auswahl)
- Peter Hadland Davis (Hrsg.): Flora of Turkey and the East Aegean Islands. Edinburgh University Press.
- mit Vernon Hilton Heywood: Principles of angiosperm taxonomy. Huntington, New York 1973
  - Peter Hadland Davis: Principles of Angiosperm Taxonomy. Today & Tomorrow Printers & Pub, 1991.
- Peter Hadland Davis, J. Cullen: The Identification of Flowering Plant Families: Including a Key to Those Cultivated in North Temperate Regions. Cambridge University Press, 1989.